# Giao hưởng số 9 (Bruckner)
Bản giao hưởng số 9 của nhà soạn nhạc Áo Anton Bruckner (tiếng Anh: /ˈbrʌknər/) (1824-1896) viết ở giọng Rê thứ, ôput WAB 109, được ông ghi "dem lieben Gott" (tặng Chúa kính yêu). Nhạc phẩm này nổi tiếng do là một trong những kiệt tác của ông cũng như của nhạc cổ điển, đồng thời là bản giao hưởng cuối cùng của ông còn dang dở như là "số 9 định mệnh" cho cuộc đời mình và đã cuốn hút nhiều nhà soạn nhạc đời sau hoàn thành với nhiều phương án khác nhau. Bảy năm sau khi ông mất, bản giao hưởng này được công diễn lần đầu tiên tại Viên vào năm 1903, do học trò của ông là nhạc sĩ Ferdinand Löwe chủ trì.

## Lược sử
- Theo các nhà nghiên cứu lịch sử âm nhạc cũng như các tác giả viết tiểu sử về Anton Bruckner (như August Göllerich và Max Auer), thì ông bắt đầu sáng tác giao hưởng số 9 của mình vào năm 1887,[2] trong khi ông vẫn hoàn thiện bản giao hưởng số 8 đồ sộ (1884 - 1892), nhưng kéo dài tới 9 năm vẫn chưa hoàn thành vì công việc và nhất là vì sức khỏe suy giảm. Ngày 23 tháng 12 năm 1893, chương I của giao hưởng số 9 được hoàn thành sau sáu năm. Phần Scherzo (chương II) phác thảo sớm nhất là vào năm 1889 và được hoàn thiện ngày 15 tháng 2 năm 1894 và sau đó là chương III.[3]
- Vào một ngày của năm 1896, Bruckner dành cả buổi sáng bên chiếc đàn dương cầm Bösendorfer quen thuộc của mình để tiếp tục biên soạn chương IV, thì thấy mệt mỏi, nên bỏ ăn trưa rồi bỏ cả cuộc đi dạo ngoài trời buổi chiều. Sau đó, ông kêu lạnh, và yêu cầu người quản gia của mình một tách trà nóng, rồi mất.[4][5]
- Bruckner đã dành rất nhiều tâm huyết của ông cho nhạc phẩm này. Ông đã bày tỏ với bác sĩ của mình là Richard Heller rằng:"You see, I have already dedicated two earthly majesty symphonies to poor King Ludwig as the royal patron of the arts [VII. Symphony, note d. Ed.] To our illustrious, dear Emperor as the highest earthly majesty, whom I acknowledge [VIII. Symphony, note d. Ed.] And now I dedicate my last work to the majesty of all the majesties, the beloved God, and hope that he will give me so much time to complete the same."[6]

[Tạm dịch: "Anh thấy đấy, tôi đã dành tặng hai bản giao hưởng cho Vua Ludwig tội nghiệp là người bảo trợ của hoàng gia về nghệ thuật (giao hưởng sô 7) và cho vị Hoàng đế lừng lẫy của chúng ta (bản giao hưởng số 8). Giờ tôi dành phần cuối cùng của đời mình cho sự uy nghiêm của tất cả các uy nghiêm, vị thần kính yêu nhất, hy vọng rằng Ngài sẽ cho tôi thật nhiều thời gian để hoàn thành công việc"].
Bản giao hưởng này gồm bốn chương, trong đó ba chương đầu đã được hoàn thiện, còn chương cuối cùng chưa hoàn thành và ông để lại ngót 200 trang phác thảo khác nhau cho chương này. Các bản thảo được lưu trữ trong Thư viện Jagiellońska, Kraków, được ghi ngày 12 - 18 tháng 8 năm 1887. Sau khi ông mất (1896), các bản thảo của giao hưởng số 9 được chuyển trực tiếp cho Ferdinand Löwe (một học trò của Anton Bruckner) cùng với một số người khác, trong đó có Siegmund von Hausegger.
- Nhạc sĩ Löwe đã biên soạn lại hầu như tất cả nhạc phẩm, bằng cách điều chỉnh hòa âm và phối khí của Bruckner theo kiểu của Wagner cho phù hợp với ý thích các thính giả thời đó.[4] Bảy năm sau khi nhà soạn nhạc qua đời, nhạc phẩm này được công diễn lần đầu tiên tại thủ đô Viên vào ngày 11 tháng 2 năm 1903, do Wiener Concertvereinsorchester (tiền thân của Giao hưởng Viên ngày nay) thực hiện, dưới sự chỉ huy của chính Ferdinand Löwe và sự "tái dàn dựng" của riêng ông. Các nhà nghiên cứu gọi đó là "phiên bản của Löwe". Ông cũng đã xuất bản phiên bản này và từ đó được coi là bản gốc của Bruckner. Mãi đến năm 1931, nhà âm nhạc học Robert Haas đã chỉ ra sự khác biệt quan trọng giữa "phiên bản của Löwe" với các bản thảo gốc của Bruckner.

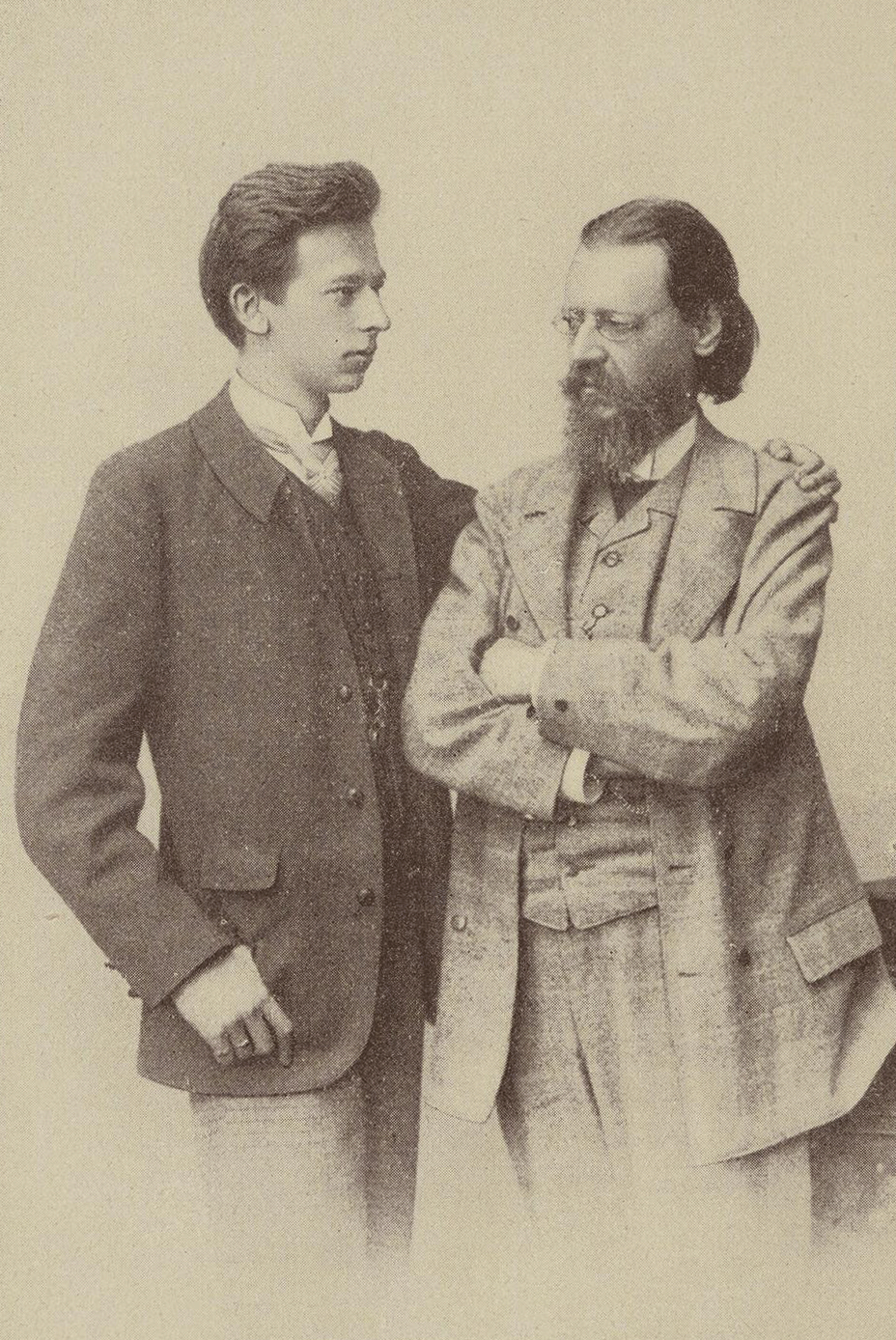
Siegmund von Hausegger (trái) và cha Friedrich von Hausegger (phải).

- Cũng vào khoảng thời gian trên, nhạc sĩ Siegmund von Hausegger (người bên trái ở ảnh bên) đã khôi phục toàn bộ nhạc phẩm cho thật đúng với nguyên bản, hơn hẳn "phiên bản của Löwe". Ngày 2 tháng 4 năm 1932, bản giao hưởng số 9 của Bruckner lại được công diễn, nhưng tại Munich, do chính ông chỉ huy dàn nhạc giao hưởng hiện đại Munic (Munich Philharmonic) thực hiện và thực hiện hai lần trong cùng một buổi biểu diễn:
  - Lần 1 là "phiên bản của Löwe".
  - Lần 2 là bản gốc của Bruckner do Siegmund von Hausegger "phục chế".

Từ đó, bản gốc của Bruckner được lưu hành cho tới ngày nay. Năm 1938, Hausegger  cùng dàn nhạc giao hưởng hiện đại Munic đã thực hiện bản ghi âm thương mại đầu tiên của bản giao hưởng số 9 này cho HMV (His Master’s Voice). Ngày nay bản giao hưởng số 9 của Anton Bruckner được trình bày ở dạng nguyên bản của Bruckner do Hausegger thực hiện theo mẫu này. Tuy nhiên, riêng chương IV có khác nhau giữa các nhạc trưởng, dù vẫn dựa trên bản thảo dang dở của chính tác giả (xem dưới đây). Theo đó, toàn bộ nhạc phẩmbiểu diễn mất khoảng 65 - 80 phút tùy nhạc trưởng. Dàn nhạc giao hưởng hiện đại thực hiện nhạc phẩm này cần ít nhất: 3 flute, 3 ô-boa, 3 clarinet, 3 pha-gôt, 8 kèn tuba trầm, 3 trông-bôn, trống định âm và đầy đủ bộ dây.

## Cấu trúc tác phẩm
- Bản giao hưởng số 9 của Bruckner gồm các chương với tên gọi như sau:  1. Feierlich, misterioso (D minor) gồm 535 nhịp
  2. Scherzo: Bewegt, lebhaft (D minor); Trio. Schnell (F♯ major) gồm 512 nhịp
  3. Adagio: Langsam, feierlich (E major) gồm 243 nhịp
  4. Finale: Misterioso, nicht schnell[12] (D minor, incomplete)
- Riêng chương IV được hoàn thành dựa trên bản thảo dang dở của tác giả là rất khác nhau, tùy theo các nhạc trưởng:[1]
  - Carragan: biên soạn thành 717 nhịp, biểu diễn khoảng 22 phút.
  - Josephson: biên soạn thành 644 nhịp, biểu diễn khoảng 15 phút.
  - Letocart: biên soạn thành 674 nhịp, biểu diễn khoảng 20 phút.
  - Samale-Mazzuca-Phillips-Cohrs: biên soạn thành 665 nhịp, biểu diễn khoảng 25 phút.
  - Schaller: biên soạn thành 736 nhịp, biểu diễn khoảng 25 phút.
  - Còn nhiều nhạc sĩ khác nữa.

Do đó, hiện nay có rất nhiều tổng phổ khác nhau của giao hưởng này.

## Tổng phổ
- Anton Bruckner: Symphonie No. 9 D Moll, Eigentum der Universal-Edition Wien AG, Wien. Ernst Eulenburg, Leipzig (No. 67)
- Alfred Orel: Entwürfe und Skizzen zur Neunten Sinfonie. Sonderdruck zu Band 9 der Anton-Bruckner-Gesamtausgabe, 1934
- Leopold Nowak (Hrsg.): Anton Bruckner, IX. Symphonie d-Moll. Musikwissenschaftlicher Verlag Wien, 1951.
- Anton Bruckner: Symphony No. 9 in d (Original version 1894, ed. by Haas und Orel.). Luck's Music Library (#05148).
- Anton Bruckner: Symphonie Nr. 9 d-Moll, Robert Haas, Alfred Orel, Fassung 1894. "Die Klassiker" Wien.
- Benjamin-Gunnar Cohrs (editor): Anton Bruckner, IX. Symphonie d-moll (1. Satz – Scherzo & Trio – Adagio), kritische Neuausgabe unter Berücksichtigung der Arbeiten von Alfred Orel und Leopold Nowak, Partitur und Stimmen. Wien 2000.
- Benjamin-Gunnar Cohrs (editor): Anton Bruckner, IX. Symphonie d-moll (1. Satz – Scherzo & Trio – Adagio), kritischer Bericht zur Neuausgabe. Wien 2001.
- Benjamin-Gunnar Cohrs (editor): Anton Bruckner, IX. Symphonie d-moll, Scherzo & Trio, Studienband zum 2. Satz. Wien 1998.
- Benjamin-Gunnar Cohrs (editor): Anton Bruckner, 2 nachgelassene Trios zur IX. Symphonie d-moll, Aufführungsfassung, Partitur incl. kritischer Kommentar und Stimmen. Wien 1998.
- Nors S. Josephson (editor): Anton Bruckner, Finale zur 9. Sinfonie, Ergänzungen von Nors S. Josephson, score (DIN A4), 162 pages, Carus-Verlag, Stuttgart, 2007, No 40.588/00.
- John A. Phillips (editor): Anton Bruckner, IX. Symphonie d-moll, Finale (unfinished), Rekonstruktion der Autograph-Partitur nach den erhaltenen Quellen. study score, Wien 1994/99.
- John A. Phillips (editor): Anton Bruckner, IX. Symphonie d-moll, Finale (unfinished), Rekonstruktion der Autograph-Partitur nach den erhaltenen Quellen, Dokumentation des Fragments, Partitur einschl. Kommentar & Stimmen. Wien 1999/2001.
- John A. Phillips (editor): Anton Bruckner, IX. Symphonie d-moll, Finale (unfinished), Faksimile-Ausgabe sämtlicher autographen Notenseiten. Wien 1996.
- Nicola Samale, John A. Phillips, Giuseppe Mazzuca, Benjamin-Gunnar Cohrs (editor): Anton Bruckner: IX. Symphonie d-moll, Finale. Vervollständigte Aufführungsfassung Samale-Phillips-Cohrs-Mazzuca. Neuausgabe mit kritischem Kommentar, New edition with critical comment (dt./engl.) by Benjamin-Gunnar Cohrs. München 2005/Letztmalig revidierter Nachdruck 2012, Repertoire Explorer Study Score 444.
- Gerd Schaller (editor): Anton Bruckner, Neunte Symphonie d-Moll IV. Satz, Supplemented from original sources and completed by Gerd Schaller, revised edition with extensive analytical comments, text (in German and English) (87 pages), score (120 pages), ISMN M-013-51487-8, Ries & Erler, Berlin 2018, score No 51487.
- Anton Bruckner, Nona Sinfonia, Finale, integrazioni a cura di Roberto Ferrazza, Roma, BetMultimedia, 2017 (vol. I: versione filologica, con note in appendice; vol. II: versione esecutiva).